# Саркисов, Олег Михайлович
Саркисов Олег Михайлович (19 февраля 1937 — 16 сентября 2012) — российский учёный-химик, профессор, доктор физико-математических наук, заместитель директора по научной работе Института химической физики им. Н.Н. Семенова.
Основатель фемто-химии в России, выдающийся специалист в области динамики и кинетики элементарных реакций, лазерной спектроскопии и оптической микроскопии. Он был одним из пионеров применения методов лазерной спектроскопии в исследовании кинетики химических реакций. Им созданы уникальные фемтосекундные технологии мирового уровня с нанометровым пространственным и фемтосекундным временным разрешением для изучения структурно-динамических закономерностей в различных системах. Впервые в мире им создана установка, сочетающая множество «лазерных скальпелей» с «голографическим лазерным пинцетом».
Член ученого совета «Химическая кинетика и структура» РАН. Иностранный член НАН РА (2008).

## Научная деятельность
Саркисов является создателем нового, имеющего мировой приоритет метода исследования элементарных реакций — времяразрешенной внутрирезонаторной лазерной спектроскопии, позволившей на несколько порядков увеличить чувствительность абсорбционной спектроскопии. С помощью этого метода был выполнен цикл фундаментальных исследований, позволивший предложить новые пути уменьшения выбросов оксидов азота в энергосиловых установках. Результаты этих исследований были реализованы при разработке новой технологии глубокой очистки дымовых газов теплоэлектростанций от оксидов азота с использованием селективного некаталитического восстановления. За эти исследования Олегу Михайловичу присуждена премия Правительства Российской Федерации в области науки и техники за 2004 год.
Автор запатентованных изобретений.

## Членство в академиях и научных обществах
- член ученого совета “Химическая кинетика и структура” РАН[2]
- член Национальной академии наук Армении

## Достижения
- доктор физико-математических наук[4]
- профессор[4]
- иностранный член НАН РА[2]

## Награды
Премия имени Ю.А. Овчинникова (2012);
Премия Правительства Российской Федерации в области науки и техники (2004).